# Боржава (село)
Боржа́ва (угор. Nagyborzsova — Надьборжова, словац. Boršava — Боршава) — село в Україні, у Берегівській громаді Берегівського району Закарпатської області. Населення становить 1502 особи.

## Географія
Село, розташоване на правому березі однойменної річки, в 11 км на південний схід від Берегова.

## Герб
У щиті, перетятому і напіврозтятому лазуровим, червоним і лазуровим, срібна хвилеподібна балка. У першій частині на зеленій землі червоне серце, пронизане золотою стрілою, увінчане зеленим деревом із золотим серцеподібним листям, на гілках сидять два співобернені срібні птахи, яке супроводжується в правому верхньому кутку золотим усміхненим сонцем, а в лівому верхньому куті — срібним півмісяцем вправо. У другій частині дві протиставлені дотичні зелені виноградні лози із золотими гронами. У третій частині дві срібні риби.

## Населення

### Мова
Розподіл населення за рідною мовою за даними перепису 2001 року:
| Мова       | Кількість | Відсоток |
| ---------- | --------- | -------- |
| угорська   | 1428      | 95.07 %  |
| українська | 69        | 4.59 %   |
| російська  | 4         | 0.27 %   |
| білоруська | 1         | 0.07 %   |
| Усього     | 1502      | 100 %    |

## Історія
Назва та історія села пов'язана з іменем Боржавської фортеці (замку), яка в IX столітті контролювалося Болгарським царством.
Згідно записів угорського літописця Аноніма, у 896 році угорські племена на чолі з Арпадом захопили цю фортецю після триденної облоги. У XII столітті поселення з фортецею було в стадії розквіту, перебуваючи в статусі окружного та релігійного центру. Вперше згадується в 1213 році як Borsoha. Це було вже процвітаюче поселення у XIII столітті, і тут стояв замок Боржава, який був центром колишнього Березького комітату навколо Боржави. Замком тут, за словами Анонімуса, був замок болгарського князя Salanus, пізніше зайнятий військами Арпада, і ним зруйнований. На підставі даних, що залишилися, ми точно знаємо, що це був один з окружних центрів, організований королем Іштваном I. Його стіли зазнали нападу хана Кутеска. Після нашестя орди Батия в 1241 році фортеця була розорена, навколишні землі залишились практично без населення. Лише в XIV столітті в п'яти кілометрах від нинішнього села Вари заможною родиною Боржоваї було засноване нове поселення, сьогодні відоме як Боржава. У 1334 році в папській десятині також згадувалося ім'я Боржова, згідно з яким його священик заплатив 3 великі десятини
У 1552 році в селі була заснована реформаторська парафія, яка стала власником церкви, збудованої у XIV столітті. Будівля була перебудована у 1830 році, із збереженням деяких середньовічних елементів. У 1987 році була проведена ще одна реставрація. Храм віднесено до пам'яток місцевого значення.

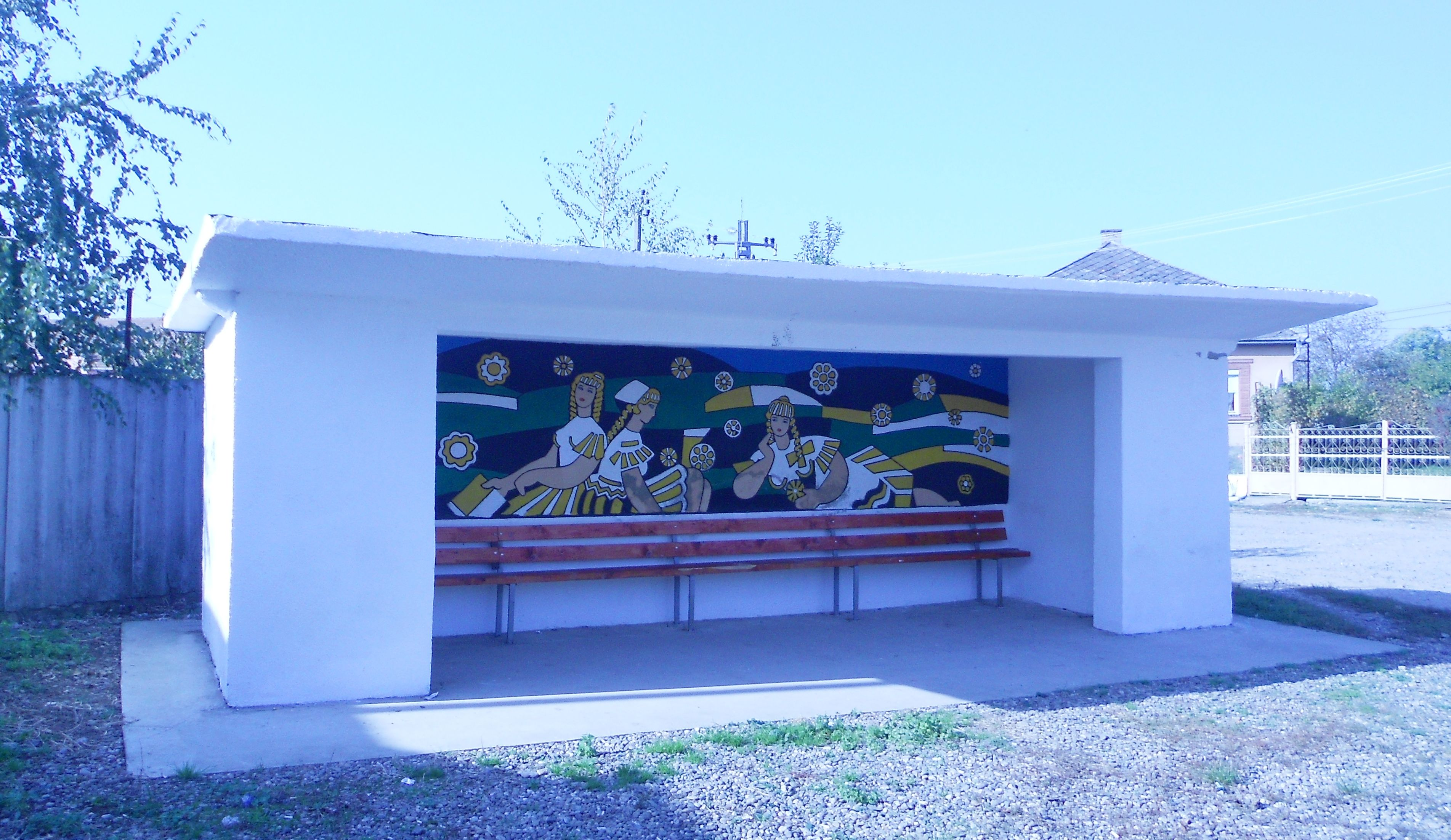
Автобусна зупинка

Греко-католицька громада має власну сучасну церкву невеликих розмірів.
На початку 20-го століття, у зв'язку із побудовою біля села залізниці, Боржава отримала поштовх до розвитку. У 1902—1909 роках в селі були збудовані залізнична станція та кілька нових вулиць з гарними будинками. Тоді ж (1904 р.) для поселення було офіційно затверджено герб: на червоному тлі золотий лев з шаблею в лапі. Пізніше, за часів Чехословацької республіки, з Боржави залізницею до словацького міста Кошице відправлявся столовий виноград у спеціальних плетених кошиках.
На центральній вулиці села греко-католицькою громадою у 2010 році був встановлений пам'ятний «Чесний Хрест» з бетону та мармуру, із написом, що цитує уривок з Біблії.
У 2014 році в селі пройшов перший закарпатський мистецький табір по роботі з каменем, у якому взяли участь видатні скульптори з Закарпаття, Угорщини та Словаччини. В результаті цього заходу Боржава збагатилася кам'яною скульптурою за мотивом угорської легенди «Пагорб вродливої жінки». Вирізьблена з каменю дівчина на ім'я Ілка тепер прикрашає головну площу Боржави, автор роботи — скульптор Ендре Гіді-молодший з Великої Доброні.
У 1989 році на місцевому кладовищі був встановлений дерев'яний пам'ятний знак жертвам Другої світової війни та повоєнного сталінського режиму. У 1992 році в пам'ять про загиблих в сталінських таборах в центрі села встановили пам'ятник з бетону та мармуру.
Відрадним прикладом гарного ставлення до малої архітектурної спадщини є гарно розмальована автобусна зупинка, вочевидь, найкраще доглянута споруда цього роду на Берегівщині.

## Боржавська гребля
У с. Боржава в 1891—1893 роках будується гребля Поаре, а на правобережній дамбі — шлюз, які дозволили подавати воду з річки Боржава через річку Верке в Берегове і головні канали Берегівського і Ужгородського районів. Ця система працює і донині, рятуючи від погіршення екологічної та санепідеміологічної ситуації, адже наразі головною функцією Верке є розбавлення стічних та недостатньо очищених вод м. Берегове, підприємств та населених пунктів району.
З тих пір за рахунок підпору води греблею, вода через шлюз подається у річку Верке і далі самопливом протікає через місто Берегове. Таким чином обводнюється територія площею біля 40 тис.га в Берегівському та Ужгородському районах.
На період пропуску паводків і нересту риби з листопада до кінця травня гребля демонтується — піднімаються дерев'яні щити (їх тут 44), а металеві конструкції («ферми Корицького») опускають у воду. Після закінчення нересту греблю знову приводять у робочий стан.
Влітку греблю окуповують відпочивальники. Щоправда купатися верх за течією, поблизу греблі, заборонено. Але є чудова можливість прийняти «душ Шарко» під самою греблею. Боржава вважається однією з найчистіших річок області. Вода тут зараз ідеальна для купання.
На греблю навідуються також весільні пари для фото- і відеозйомки урочистої події.

## Присілки

### Мала Боржава
Мала Боржава — колишнє село в Україні, в Закарпатській області. Об'єднане з селом Боржава. Згадується у документах датованих 1418 та 1479 роками, як Kisborsova.

## Археологічні знахідки
У 1886 році під час корчування лісу в урочищі Гід знайдено великий бронзовий скарб. що датується XII—XI століттями до нашої ери, що складався з 54 предметів. В районі села знайдено мідні та срібні римські монети II століття нашої ери.

## Туристичні місця
- пам'ятний «Чесний Хрест» з бетону та мармуру, із написом, що цитує уривок з Біблії;
- в 1891—1893 роках будується гребля Поаре, а на правобережній дамбі;
- шлюз;
- дерев'яний пам'ятний знак жертвам Другої світової війни та повоєнного сталінського режиму;
- кам'яна скульптура за мотивом угорської легенди «Пагорб вродливої жінки»;
- церковна будівля, збудованої у XIV столітті.